# Harry Rapf
Harry Rapf (Nova York, 16 d'octubre de 1880 - Los Angeles, 6 de febrer de 1949) va ser un productor de cinema estatunidenc.

## Biografia
Nascut en una família jueva, Rapf va començar la seva carrera el 1917, i durant 20 anys es va convertir en un conegut productor de pel·lícules per a Metro-Goldwyn-Mayer. Va crear l'equip de comèdia de Karl Dane i George K. Arthur a finals de la dècada de 1920. Rapf també va ser un dels membres fundadors de l'Acadèmia de les Arts i les Ciències Cinematogràfiques.
Va tenir dos fills: el guionista i professor d'estudis cinematogràfics Maurice Rapf i el productor i guionista de cinema/televisió Matthew Rapf.

## Productor
Harry Rapf va començar la seva carrera a finals de la dècada de 1910, invertint en produccions cinematogràfiques i guanyant un crèdit "Harry Rapf presents". Després es va convertir en productor de l'estudi de Lewis J. Selznick, i després del jove estudi de Warner Bros. on va fer les aventures de Rin Tin Tin.
El 1924 Rapf es va incorporar a Metro-Goldwyn-Mayer com a director de producció, on va ser assignat per supervisar el programa de producció de l'enorme projecte Avarícia d'Erich von Stroheim. Es va convertir en un productor de personal, fent llargmetratges populars.
A finals de la dècada, Harry Rapf havia llançat una sèrie molt reeixida de comèdies mudes de baix pressupost protagonitzades per Karl Dane i George K. Arthur. Amb les pel·lícules sonores creant una revolució dins de la indústria, i amb altres productors de MGM compromesos amb projectes dramàtics, va correspondre a Harry Rapf filmar una comèdia musical experimental sense arguments que comptaria amb especialitats de la gran llista de jugadors de MGM. The Hollywood Revue of 1929 va ser una aposta en el seu dia: cap història, cap dramatúrgia, sense estructura, només un pastitx d'esbossos i números musicals que depenien gairebé completament del poder de les estrelles: John Gilbert, Norma Shearer, Buster Keaton, Joan Crawford, Bessie Love, Marion Davies, Laurel i Hardy, Marie Dressler, Cliff Edwards i Dane & Arthur. La pel·lícula es va convertir en un gran èxit i va provocar que altres estudis intentessin les seves pròpies revistes.
Inspirat, Rapf va començar a treballar en un seguiment, The Hollywood Revue de 1930, que va ser reestructurat i rebatejat com a The March of Time. Es van filmar diversos concursos musicals elaborats en Technicolor, i la pel·lícula es va estrenar el setembre de 1930. Malauradament per a Rapf, el mercat s'havia omplert de musicals de pel·lícules i MGM va abandonar el projecte. Rapf va seguir intentant trobar maneres de salvar les escenes ja filmades, i moltes d'elles finalment es van inserir als curtmetratges musicals Technicolor de dos rodets de l'estudi de 1933-34. L'últim intent de Rapf en el format, The Hollywood Revue de 1933, es va anunciar com una atracció d'estrelles, però va passar per molts canvis d'escriptors, directors i membres del repartiment fins que finalment va sorgir com a Hollywood Party (1934), protagonitzat per Jimmy Durante i Lupe Vélez, amb aparicions convidades de Laurel i Hardy, The Three Stooges i Mickey Mouse. La producció cara i caòtica va ser un mosaic tan gran que els crèdits tècnics es van retenir fins després del títol final, i cap dels vuit directors va reclamar crèdit a la pantalla.
Com a resultat d'aquest desastre (que va registrar una pèrdua de mig milió de dòlars durant la Depressió), Harry Rapf va ser traslladat al departament de curtmetratges de la MGM, on el rodet de Robert Benchley How to Sleep va guanyar un premi de l'Acadèmia i va ajudar a restaurar Rapf. Aleshores se li van confiar les funcions menys importants de MGM, com ho havia estat durant els seus dies amb Dane & Arthur, i va continuar fent característiques de pressupost baix a moderat fins a la seva mort el 1949.
Va ser enterrat al cementiri Home of Peace a East Los Angeles.

## Filmografia
- The Mad Lover (1917)
- To-Day (1917)
- The Accidental Honeymoon (1918)
- The Struggle Everlasting (1918)
- The Sins of the Children (1918)
- Wanted for Murder (1918)
- The Greatest Love (1920)
- Why Girls Leave Home (1921)
- School Days (1921)
- Your Best Friend (1922)
- Rags to Riches (1922)
- Heroes of the Street (1922)
- Brass (1923)
- Where the North Begins (1923)
- Lucretia Lombard (1923)
- Brown of Harvard (1926)
- The Hollywood Revue of 1929 (1929)
- Min and Bill (1930)
- The Man in Possession (1931)
- El campió (The Champ) (1931)
- Possessed (1931)
- Emma (1932)
- Lovers Courageous (1932)
- The Passionate Plumber (1932)
- Freaks (1932)
- New Morals for Old (1932)
- Divorce in the Family (1932)
- Broadway to Hollywood (1933)
- The Chief (1933)
- Christopher Bean (1933)
- Hollywood Party (1934)
- A Wicked Woman (1934)
- The Night Is Young (1935)
- The Murder Man (1935)
- The Perfect Gentleman (1935)
- Whipsaw (1935)
- Tough Guy (1936)
- The Three Wise Guys (1936)
- We Went to College (1936)
- Piccadilly Jim (1936)
- Old Hutch (1936)
- Mad Holiday (1936)
- Espionage (1937)
- The Good Old Soak (1937)
- They Gave Him a Gun (1937)
- Live, Love and Learn (1937)
- Thoroughbreds Don't Cry (1937)
- The Bad Man of Brimstone (1937)
- Everybody Sing (1938)
- Stablemates (1938)
- The Girl Downstairs (1938)
- Burn 'Em Up O'Connor (1939)
- Let Freedom Ring (1939)
- The Ice Follies of 1939 (1939)
- Henry Goes Arizona (1939)
- Forty Little Mothers (1940)
- Gallant Bess (1946)
- Scene of the Crime (1949)